# Quan hệ Iran – Qatar
Quan hệ Iran-Qatar liên quan đến quan hệ song phương giữa Cộng hòa Hồi giáo Iran và Nhà nước Qatar. Iran có một đại sứ quán ở Doha trong khi Qatar có một đại sứ quán ở Tehran. Qatar và Iran có quan hệ gần gũi nhưng mối quan hệ giữa hai nước đã bị xáo trộn sau khi Ả Rập Saudi cắt đứt quan hệ với Iran sau vụ tấn công tháng 1 năm 2016 vào các sứ mệnh ngoại giao của Ảrập Xêút ở Iran.
Cả hai đều là thành viên của OPEC, Phong trào Không liên kết, và Tổ chức Hội nghị Hồi giáo. Không giống như các quốc gia thành viên GCC Ả-rập Xê-út và Các tiểu vương quốc Ả Rập Thống nhất, Qatar thường kiềm chế không chỉ trích các hoạt động trong và ngoài nước của Iran. Qatar cũng đã tổ chức một số cuộc họp cấp cao với các quan chức Iran để thảo luận các thỏa thuận về an ninh và kinh tế. 
Hai nước có quan hệ kinh tế chặt chẽ, đặc biệt trong ngành dầu khí. Phần lớn dầu của Qatar xuất phát từ một lĩnh vực liên quan đến Iran. Iran và Qatar cùng nhau kiểm soát mỏ khí tự nhiên lớn nhất thế giới. Động lực của họ phần lớn chịu ảnh hưởng bởi mối quan hệ kinh tế của họ với Iran. Quyền sở hữu chung của hồ chứa khí độc lập lớn nhất trên thế giới. Qatar có 13% tổng trữ lượng khí đã được chứng minh của thế giới. Qatar đang sản xuất 650 triệu mét khối khí mỗi ngày từ khu vực của họ, và Iran đang sản xuất 5750 triệu mét khối khí đốt từ lĩnh vực này. Ngoài mối quan hệ trong dầu và Mỏ khí đốt tự nhiên, Iran và Qatar cũng hợp tác trong lĩnh vực vận chuyển.

## Quan hệ song phương
Trong chế độ của Shah Mohammed Reza Pahlavi năm 1969, Iran và Qatar đã ký một thỏa thuận phân định. 
Trong suốt Chiến tranh Iran-Iraq (1980-1988), Qatar hỗ trợ Saddam Hussein của Iraq về tài chính bằng cách cho vay lớn và quà tặng bằng tiền mặt. Tuyên bố của Iran vào tháng 5 năm 1989 rằng một phần ba hồ chứa North Field của Qatar nằm dưới vùng biển Iran dường như đã được giải quyết bằng một thỏa thuận để khai thác đồng ruộng.
Qatar đã duy trì mối quan hệ thân thiết với Iran. Năm 1991, sau khi chiến tranh vùng Vịnh chấm dứt, cựu vương quốc của Qatar Hamad bin Khalifa hoan nghênh sự tham gia của Iran vào các thỏa thuận an ninh của vùng Vịnh, tuy nhiên do sự phản kháng từ các quốc gia Ả Rập vùng Vịnh khác, chúng không bao giờ được thực hiện. Tuy nhiên, Qatar duy trì hợp tác an ninh với Iran thông qua các quan hệ song phương. Ngoài ra, có kế hoạch được hoạch định vào năm 1992 để vận chuyển nước bằng đường ống nước từ sông Karun ở Iran tới Qatar, nhưng sau cuộc chống đối địa phương tại Iran, nó bị ngưng trệ.
Tháng 2 năm 2010, trong một cuộc họp Q & A sau bài diễn văn của Ngoại trưởng Hoa Kỳ Hillary Clinton tại Diễn đàn Thế giới Hồi giáo Mỹ tại Doha, Thủ tướng Sheikh Hamad bin Jassim bin Jaber Al Thani thừa nhận rằng nếu chương trình của Iran thúc đẩy "một cuộc chạy đua hạt nhân trong khu vực, Nó sẽ là một cuộc chạy đua không lành mạnh cho tất cả mọi người ". Sheikh Jaber cũng ủng hộ cho "cuộc đối thoại trực tiếp giữa Iran và Hoa Kỳ".
Tháng 5 năm 2010, Emir của Qatar Sheikh Hamad bin Khalifa Al Thani và Tổng thống Syria Bashar al Assad bày tỏ sự ủng hộ cho các nỗ lực của Thổ Nhĩ Kỳ nhằm đưa ra một giải pháp ngoại giao cho cuộc tranh luận về chương trình hạt nhân của Iran. Các quan chức Thổ Nhĩ Kỳ đề nghị hòa giải các cuộc đàm phán trực tiếp giữa nhà đàm phán hạt nhân hàng đầu của Iran là Saeed Jalili và trưởng bộ phận chính sách đối ngoại của EU Catherine Ashton.

## Hợp tác
Qatar có quan hệ tốt với Iran, cả hai đều là thành viên của Tổ chức các nước xuất khẩu dầu mỏ (OPEC). Nga, Qatar và Iran đều kiểm soát khoảng 50% trữ lượng dầu mỏ thế giới. Họ đã có những thoả thuận để phát triển mối quan hệ kinh tế của họ đặc biệt là trong OPEC. Cả hai quốc gia đều sở hữu mỏ khí đốt South Pars / North Dome, mỏ khí đốt lớn nhất thế giới, có ảnh hưởng lớn trong quan hệ Iran-Qatari.
Ngày 11 tháng 1 năm 2009, các đại diện từ ba hạt, Qatar, Iran, Nga đã gặp nhau tại Tehran, đồng ý sản xuất trữ lượng khí đốt của họ.

## Căng thẳng
Qatar có một khoảng thời gian khó khăn để duy trì một mối quan hệ bền vững với Iran cũng như thông qua các chính sách do Hội đồng Hợp tác Vịnh (GCC) đặt ra đối với nó. Họ đang theo dõi nhẹ nhàng cả hai bên để theo đuổi lợi ích cá nhân của họ. Tuy nhiên, cố gắng duy trì một mối quan hệ tốt với GCC và Iran đã dẫn tới những căng thẳng.
Vào ngày 2 tháng 7 năm 2011, GCC nhất trí đồng ý có một lực lượng quân đội kết hợp, dẫn đến tăng gấp đôi lực lượng quân đội hiện tại. "Tiến sĩ Sami Al-Faraj, tuyên bố rằng quyết định này được thực hiện nhằm đối phó với một mối đe dọa ngày càng tăng từ Iran và các phần tử khủng bố bị phá hoại trên khắp GCC".
Vào tháng 1 năm 2016, Qatar là nước cuối cùng quay trở lại Ả-rập Xê-út bằng cách triệu hồi đại sứ từ Tehran sau vụ tấn công.

## Iran và Qatar trước và trong cuộc Cách mạng Iran
Cảnh quan rộng lớn ở Vịnh Ba Tư làm cho Iran phát triển sức mạnh quân sự và kinh tế gia tăng, trong khi Qatar là nhỏ. Vào năm 1970, Qatar đã không cố gắng làm phiền Arab Saudi bằng cách tuân thủ các chính sách của OPEC, đồng thời không phản đối Iran với giá dầu.
Dẫn đầu cuộc Cách mạng Iran năm 1979, Qatar và Iran chia sẻ mối quan hệ thân thiện. Điều này được minh chứng bằng sự ủng hộ của chính phủ Qatar và Sheikh Khalifah về chế độ quân chủ của Iran, nói rằng "Iran là một người hàng xóm thân thiện và thân thiện mà chúng tôi đoàn kết với nhau bởi tình huynh đệ Hồi giáo". 2017}} Ước muốn duy trì mối quan hệ hữu nghị được thúc đẩy bởi tình trạng của Iran như là một cường quốc quân sự và kinh tế cũng như lợi ích với OPEC.
Mặc dù có một số lo ngại về sự ra đời của sự không ổn định khu vực sau khi nước Cộng hòa Hồi giáo nổi lên, một phái đoàn gồm 70 Shia Qatari đã gặp Ayatollah Khomeini để bày tỏ sự ủng hộ cho cuộc cách mạng.